# 佩德拉尔韦斯
佩德拉尔韦斯 (加泰隆尼亞語發音：[pəˈðɾaɫβəs]，古加泰罗尼亚语中意为白色的石头)是西班牙加泰罗尼亚首府巴塞罗那的勒斯科茨区中的一个社区。在1984年的行政区划之前，这个社区是萨里亚的一部分，也是圣比森克-德萨里亚的前市镇。
西班牙王女克里斯蒂娜在2004年到2013年间曾居住在佩德拉尔韦斯。
巴塞罗那法语中学是一所法国国际学校，位于佩德拉尔韦斯。